# Богдан Гук (дослідник)
Богдан Гук (пол. Bogdan Huk; нар. 1964, Моронг, Польща) — український дослідник у Польщі, перекладач, журналіст. Редактор газети «Наше слово». Досліджує українську історію та культуру на території сучасної східної Польщі після 1772 року та українсько-польські взаємини в XIX—XX століттях.
Координує роботу некомерційного проєкту «Apokryf Ruski» (укр. Апокриф руський), спрямованого на наукове дослідження українського минулого на території сучасної східної Польщі (на західній межі української етнічної території).

## Біографія
Народився 1964 року в місті Моронг Вармінсько-Мазурського воєводства Польщі, куди була переселена його родина під час операції «Вісла». Батько Богдана Гука родом із села Радава Ярославського повіту Підкарпатського воєводства, мати — походить із села Вислік Великий Сяноцького повіту.
У 1985—1989 роках був редактором студентського журналу української інтелігенції «Зустрічі». З 1989 року почав збирати, вивчати і публікувати спогади та архівні документи про українське минуле в Польщі. У 1990 році здобув диплом української філології у Варшавському університеті. Декілька років працював журналістом і диктором української редакції на радіо «Polskie Radio dla Zagranicy». У 1993—2000 роках був редактором журналу «Сон і Думка». З 1997 року проживає в Перемишлі. У 2000—2002 роках працював редактором щомісячника «Інформатор Закерзоння».
У 2010 році заснував дослідницький українознавчий проєкт «Apokryf Ruski» (укр. Апокриф руський). У полі зору проєкту насамперед історичні західні українські краї — Бойківщина, Холмщина, Лемківщина, Надсяння та Підляшшя.

### Книги
Автор і редактор низки книг:
- 1947. Пропам'ятна Книга / Зібрав та до друку зладив Богдан Гук. — Варшава, «Тирса», 1997.
- Вогонь під наглядом — Лемківска ватра в документах Служби безпеки
- Закерзоння. Спогади вояків Української Повстанської Армії. У 5-х томах. — 1994—2005.
- Źródła do dziejów Ukraińskiej Cerkwi Greckokatolickiej w Polsce w latach 1944—1989 (=Джерел до історії Української Греко-Католицької Церкви в Польщі в 1944—1989 роках). — 2007.
- Явожно. Спогади в'язнів польського концентраційного табору (2009, співавтор з Мирославом Іваником)
- Za to że jesteś Ukraińcem. Wspomnienia zlat 1944—1947 (За те, що ти є українець… Спогади з років 1944—1947): збірка. — 2012.
- Україна. Польське серце тьми. — 2013.
- УПА та ВіН у боротьбі з тоталітаризмом. 1945—1947. Документи, спогади. — Вишгород. — ФОП Сергійчук М. І., 2019. — 592 с.

### Статті
- Гук Б. Організаційна структура надрайону «Левада» ОУН Закерзонського краю 1945–1947 рр. // Вісник Прикарпатського університету. Історія. — 2011. — № 19. — С. 55-61.

### Інше
- Чужинце, іди скажи Україні. Увічнення трагедії Закерзоння в 1944—1947 роках: фотоальбом. — Перемишль, 2001. (ведучий редактор)